# Мэверик (фильм)
«Мэверик» (англ. «Maverick») — кинофильм, комедийный вестерн режиссёра Ричарда Доннера. В картине задействованы некоторые герои и сюжетные ходы одноимённого телесериала 1957—1962 годов. Номинация на премию «Оскар» за лучший дизайн костюмов (1995).

## Сюжет
Брэт Мэверик — профессиональный игрок в карты — собирается на чемпионат по покеру всех рек, для участия в котором необходимо собрать 25 000 долларов, и ему не хватает всего трёх тысяч. В ходе путешествия к выигрышу в полмиллиона долларов он планирует собрать долги со своих старых знакомых и получить необходимую сумму. Мэверик верит, что обладает сверхъестественным даром поднять в нужный момент нужную карту.
В городке Кристалл Ривер Мэверик безуспешно пытается получить долг у хозяина местного банка. Затем, во время "небольшой карточной игры", он знакомится с аферисткой Аннабель Брэнсфорд и бандитом по кличке «Ангел». Бандиту приходит загадочная телеграмма, предписывающая задержать Мэверика любой ценой и не допустить до участия в турнире. К путешественникам присоединяется старый маршал Зейн Купер. Начинается их долгий путь на турнир, в ходе которого Маверик сталкивается с различными препятствиями. Он едва не срывается в пропасть, пытаясь остановить неуправляемый дилижанс, помогает миссионерам-христианам вернуть украденные ценности и попадает в руки индейцев. Но вождь индейцев оказывается старым другом Мэверика, и к тому же одним из его должников. Получив свою тысячу долларов от вождя, Брэт спешит на турнир, но попадает в руки бандитов «Ангела», и ему чудом удается спастись. Мэверик прибывает в Сент-Луис к отплытию парохода. Оставшиеся две тысячи долларов Мэверик добывает в последний момент, припомнив мошенническую игру «убей индейца» богатому русскому князю. Денег оказывается достаточно и для вступительного взноса Аннабель.
В ходе покерного турнира, который проводится на пароходе, на финальный стол вышли четверо: Мэверик, Ангел, Аннабелль и командор Дюваль. Мэверик добивается победы, торгуясь вслепую и поставив всё на карту, которую он не видел, вплоть до открытия карт. Как оказалось, он докупил туза до роял-флэша. Впрочем сразу выигрыш он не получает — Зейн Купер, угрожая оружием, скрывается с парохода вместе со всем банком турнира. Позже выясняется, что это отец и сообщник Мэверика, понимавшего, что «Ангел» и другие преступники (которых было много на пароходе) не позволят так просто открыто покинуть турнир с выигрышем.
В финальной сцене отец спрашивает у сына: как же ему удалось вытащить нужную карту, на что Мэверик отвечает: «Волшебство» (Magic (англ.)) Впрочем, половину денег у Мэверика и Купера забирает Аннабель, неожиданно появившаяся в бане, где безоружные герои расслабились после всех трудов.

## В ролях
| Актёр          | Роль                      |
| -------------- | ------------------------- |
| Мел Гибсон     | Мэверик                   |
| Джоди Фостер   | Аннабель Брэнсфорд        |
| Джеймс Гарнер  | Зэйн Купер                |
| Грэм Грин      | Джозеф                    |
| Альфред Молина | Ангел                     |
| Джеймс Коберн  | Коммодор Дюваль           |
| Джеффри Льюис  | Мэттью Уикер              |
| Пол Л. Смит    | русский великий князь     |
| Макс Перлих    | Джонни Хардин             |
| Дэнни Гловер   | грабитель                 |
| Лео Гордон     | игрок в покер             |
| Генри Дэрроу   | игрок в покер на пароходе |
| Чарльз Диркоп  | игрок в покер на пароходе |

## Критика

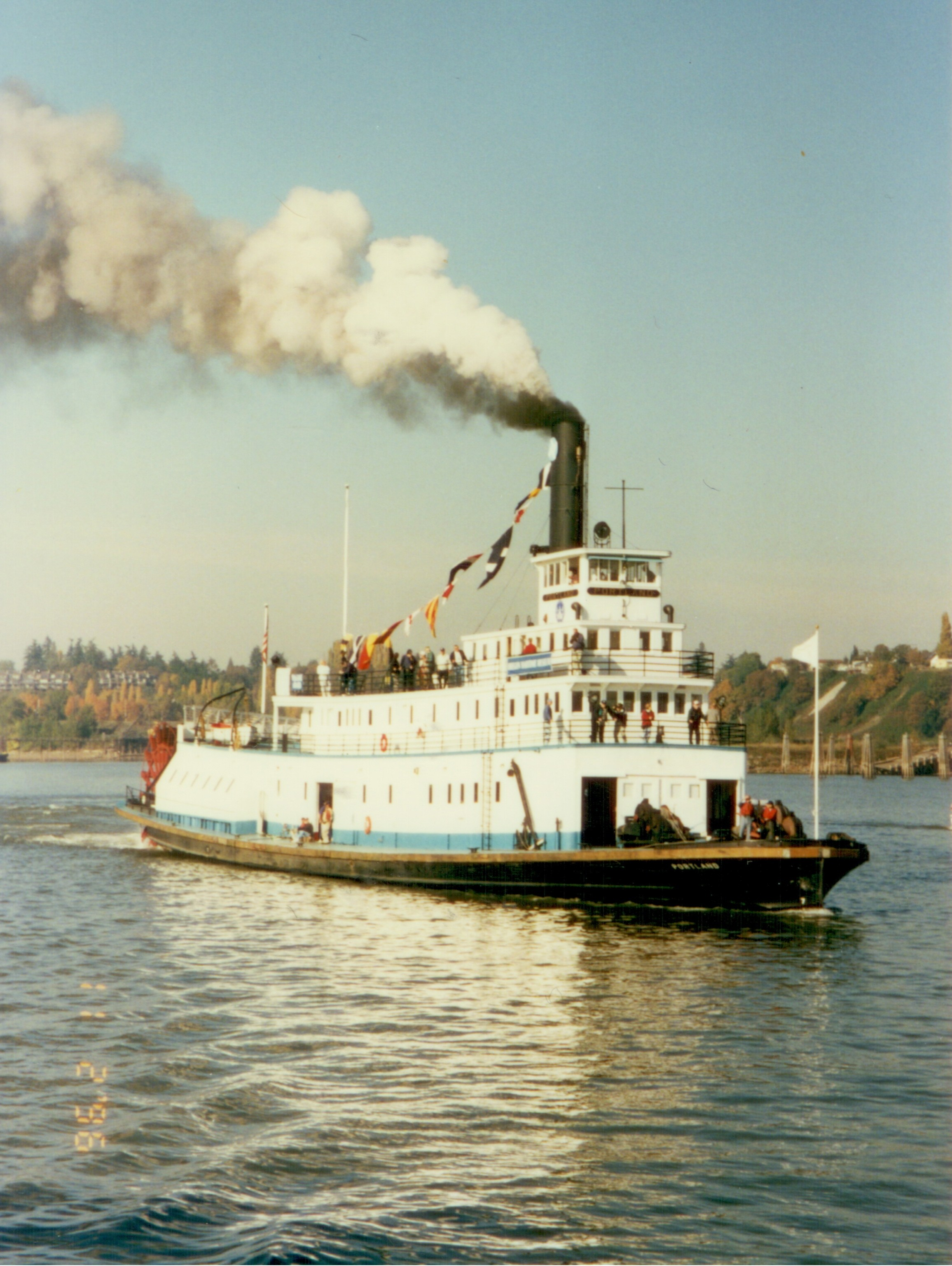
Пароход Portland участвовавший в съёмках фильма

Фильм заслужил одобрение большинства критиков. Прежде всего, они отметили лёгкость и естественность многослойного повествования, хорошее сочетание экшена и юмора в эпизодах. Здесь очень заметна опытная рука сценариста Уильяма Голдмена и режиссёра Ричарда Доннера. Роджер Эберт назвал картину возвращением к несколько подзабытому жанру вестерна-комедии. Даже использование заезженных вестерн-клише не портят фильм. Очень уместно в ткань сюжета вплетены отсылки к знаменитым героям вестернов, к классическим лентам: «Смертельное оружие» и «Танцующий с волками». Например, один из игроков в первой карточной сцене, «стрелок», представляется как «Джонни Хардин». Настоящий Джон Уэсли Хардин — один из самых знаменитых стрелков на Диком Западе США. Из недостатков была отмечена некоторая общая затянутость картины, для которой длительность свыше двух часов оказалась чрезмерной. Впрочем, неожиданная концовка не даёт разочароваться зрителю.
«Мэверик» — в значительной степени актёрская картина. Её обаяние берёт начало в актёрском трио Гибсона, Фостер и Гарнера, хорошо дополняющих друг друга. Мелу Гибсону довелось сыграть своего рода трибьют-роль рядом с Джеймсом Гарнером, главным героем старого сериала 1957 года, который органично вписался в комедию 90-х. Гарнер, играющий роль сдержанно и чуть суховато, в духе другого своего персонажа Джима Рокфорда (en), как опытный партнёр прекрасно оттеняет безрассудную и ироничную манеру Гибсона. Джой Браун (Washington Post), впрочем, нашёл исполнение Джоди Фостер несколько жеманным и вымученным, назвав её слабым подобием Вивьен Ли. Отдельно критики отметили игру второстепенных персонажей и, в особенности, Грема Грина (вождь индейцев) — парафраз его роли в «Танцах с волками». Поклонникам жанра вестерн было приятно увидеть в эпизодических камео-ролях известных актёров 1950-х: Денвера Пайла, Даба Тейлора, Берта Ремсена.

В конце концов «Мэверик» достаточно умён, чтобы не изменить здравому смыслу. Для картины Голдмен не пожалел запасов из старой классики. «Афера» и «Бутч Кэссиди…» для сценария и штампы собранные из вестернов. Вы увидите их полный набор: несущийся дилижанс, ограбленный почтовый вагон и размалёванных индейцев. Всё это большая афера на доверие.
Оригинальный текст (англ.) Ultimately "Maverick" is so clever it doesn't make a lick of sense. Goldman plunders his own classics, "The Sting" and "Butch Cassidy and the Sundance Kid," for plot and other westerns for spoofable cliches -- the runaway stagecoach, the pillaged wagon train, Indian war parties -- but it's ultimately one big con job.
— Рита Кемпли Washington Post 